# Jack Parrington
Jack Parrington, född 24 oktober 1933, död 5 mars 2024, var en friidrottare från Kanada. Han deltog vid olympiska sommarspelen 1956.